# Bistum Jabalpur
Das Bistum Jabalpur (lat.: Dioecesis Iabalpurensis) ist eine römisch-katholische Diözese. Es ist eine Suffragandiözese des Erzbistums Bhopal.

## Geschichte
Ursprünglich am 18. Juli 1932 aus Gebieten der Bistümer Allahabad und Nagpur als Apostolische Präfektur Jubbulpore errichtet und am 21. Oktober 1950 in Apostolische Präfektur Jabalpur umbenannt, erfolgte 1954 die Erhebung zum Bistum.
Am 13. September 1963 verlor das Bistum Gebietsteile an das neuerrichtete Erzbistum Bhopal. Der nächste Gebietsverlust erfolgte 1968, als das Apostolische Exarchat Satna errichtet wurde.

## Bischöfe
- Conrad Dubbelman (1933–1965)
- Leobard D’Souza (1965–1975)
- Théophane Matthew Thannickunnel (1976–2001)
- Gerald Almeida (2001–2024)
- Valan Arasu (seit 2024)